# 西海固回族自治区
西海固回族自治区，1953年置（地级）管理西海固地區。原属甘肃省，在今宁夏回族自治区南部。自治区人民政府驻固原县（今固原市）。辖固原、西吉、海原三县。1955年撤销，改设固原回族自治州。